# Place Wappers
Pour les articles homonymes, voir Wappers.
La place Wappers (en néerlandais : Wappersplein) est une place bruxelloise des communes de Bruxelles-ville et Schaerbeek, située sur la rue du Noyer. La rue Wappers, la rue Murillo, la rue Théodore Roosevelt et la rue Victor Lefèvre y aboutissent également.

## Histoire et description
La rue porte le nom d'un peintre belge, Égide Gustave Wappers, né à Anvers le 23 août 1803 et décédé à Paris le 6 décembre 1874.
La numérotation des habitations va de 1 à 19 dans le sens des aiguilles d'une montre.